# Erioptera verralli
Erioptera verralli är en tvåvingeart som beskrevs av Edwards 1921. Erioptera verralli ingår i släktet Erioptera och familjen småharkrankar. Inga underarter finns listade i Catalogue of Life.